# Тюркери

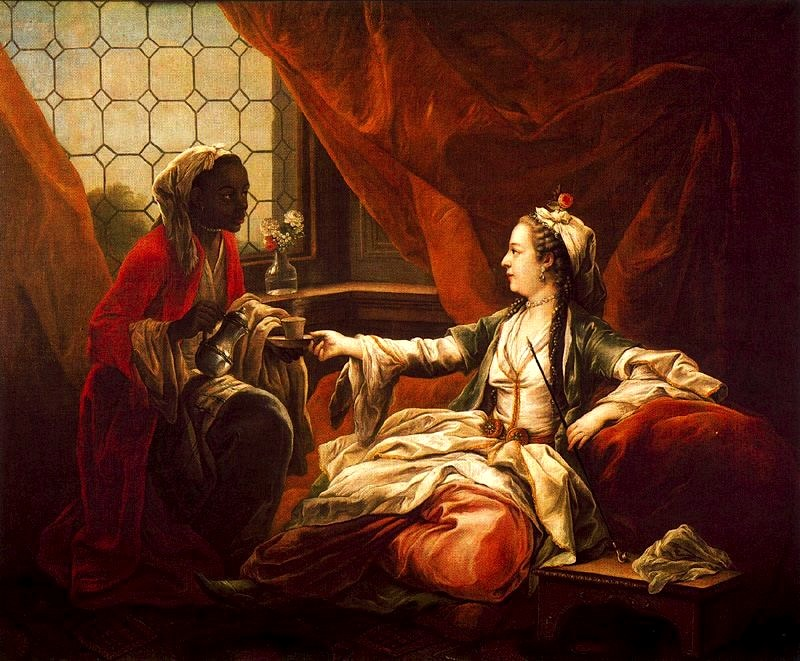
Ш. А. Ван Лоо Султанша (Маркиза де Помпадур в турецком костюме). 1747. Холст, масло. Лувр (Музей декоративного искусства), Париж

Тюркери, тюркри (фр. style turc, à la turque, turquerie, turquoiserie, англ. turkery — по-турецки, в турецком стиле) — одно из стилевых течений ориентализма в западноевропейском искусстве, главным образом в XVIII—XIX веках, наряду с шинуазри и японизмом, а также условные названия отдельных стилизаций либо одного из неостилей в периоды рококо середины XVIII века и историзма XIX века в различных видах искусства: архитектуре, живописи, графике, декоративно-прикладном искусстве, оформлении жилого интерьера, в одежде, в литературе и музыке.

## Исторические предпосылки и формирование стиля

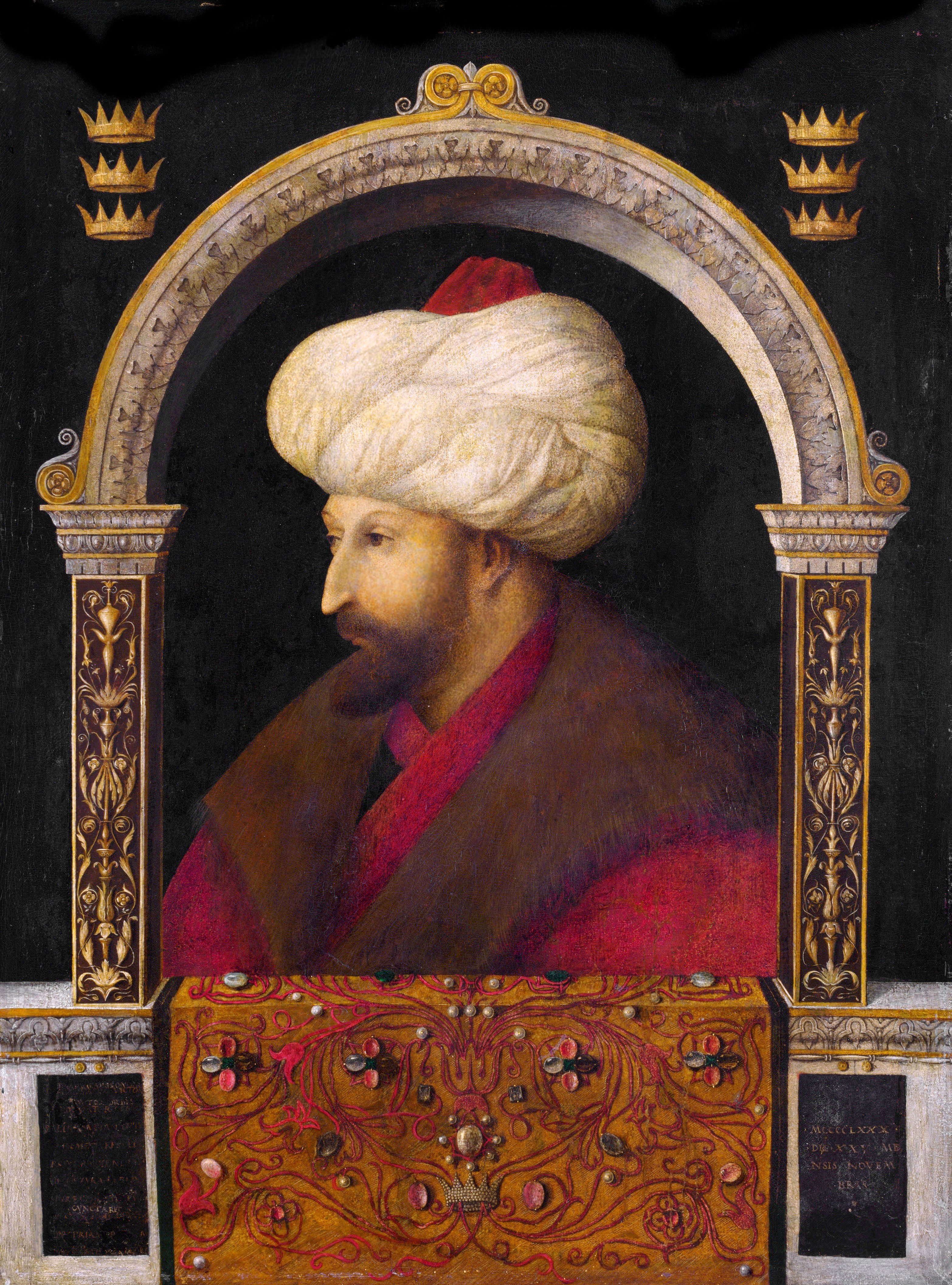
Дж. Беллини Портрет султана Мехмеда II. 1480. Холст, масло. Национальная галерея, Лондон

Мода на восточное искусство сложилась под воздействием культуры турок-османов. После завоевания Константинополя султаном Мехмедом II в 1453 году Османская империя закрепилась на территориях Юго-Восточной Европы. В XVI—XVII веках она достигала апогея своего влияния. В этот период империя османов была одной из самых могущественных стран мира — многонациональное, многоязычное государство, простиравшееся от южных границ Священной Римской империи — окраин Вены, Королевства Венгрия и Речи Посполитой на севере до Йемена и Эритреи на юге, от Алжира на западе, до Каспийского моря на востоке.

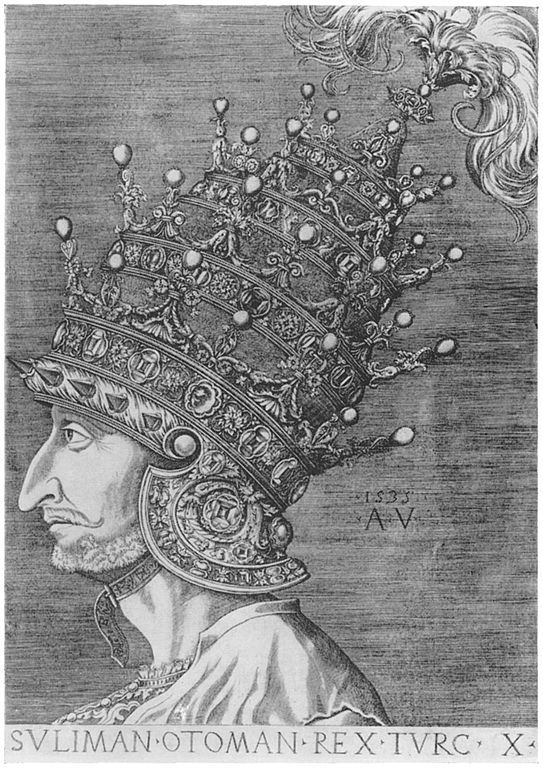
А. Венециано. Султан Сулейман Великолепный. 1535. Офорт. На портрете показан четырёхъярусный «венецианский шлем», заказанный султаном в Венеции, подобный папской тиаре, который он никогда не носил, но помещал рядом с собой, когда принимал посетителей, особенно иностранных послов

стилизации «тюркри» стали популярными также благодаря торговым связям и расширению дипломатических отношений между османами и европейскими странами, примером тому является франко-турецкий альянс, заключённый, хотя и из конъюнктурных соображений, в 1715 году.

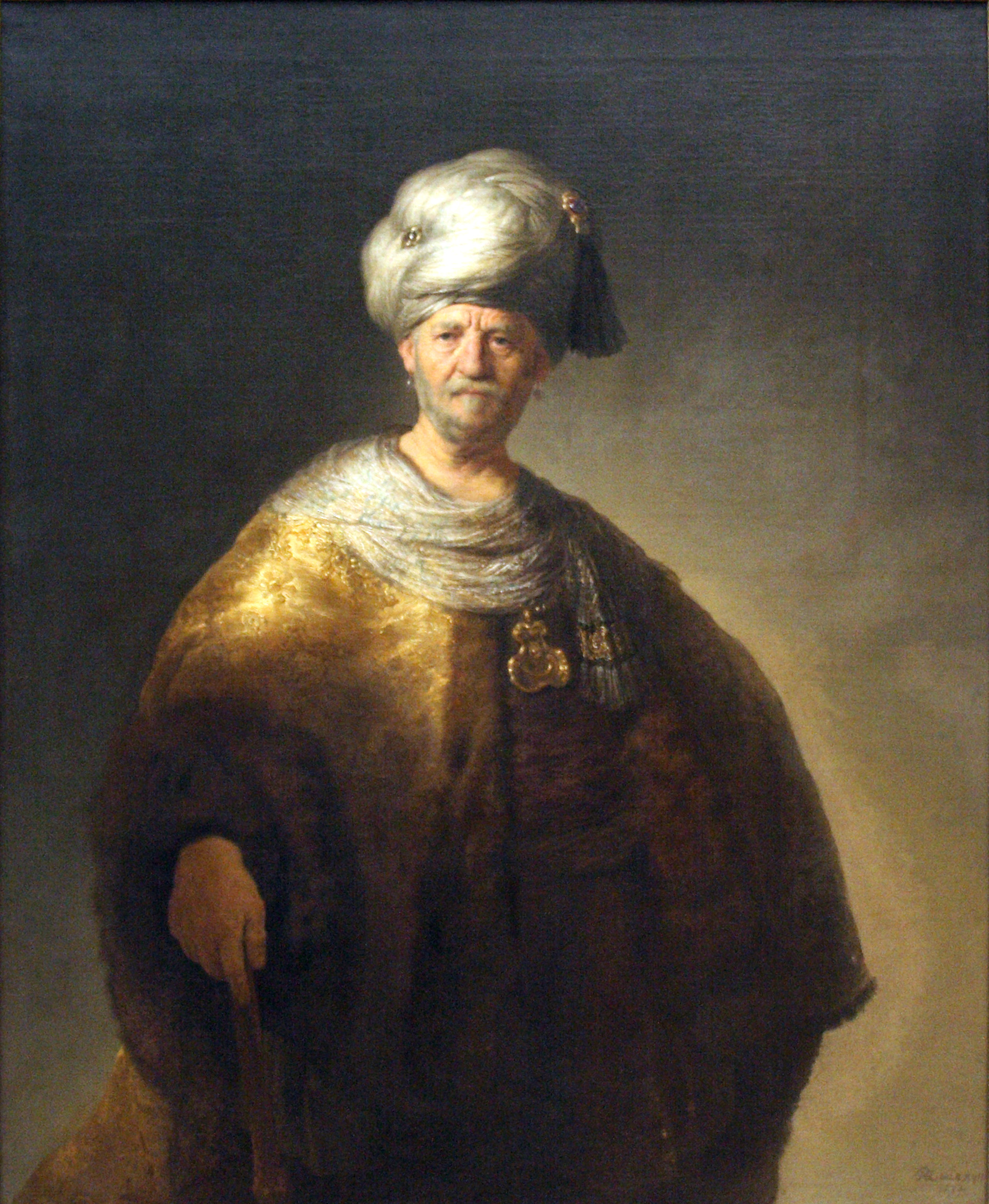
Рембрандт. Мужчина в восточном костюме (Благородный славянин). 1632. Холст, масло. Метрополитен-музей, Нью-Йорк

В традиционной антиномии «Запад или Восток» османская Турция сыграла особую роль. Из всех восточных стран ближе всего к Западной Европе расположена Турция, поэтому самые разные экзотические стилизации связывали с «турецким стилем». Уже в XVIII веке наряду с шинуазри («китайщиной») и «сенжери» («обезьянничаньем») в разных видах искусства формируется полноценный художественный стиль, именуемый на французский манер «тюркри». В. А. Моцарт в 1781 году написал оперу «Похищение из сераля» на шуточный «турецкий сюжет», а одну из своих сонат ля мажор для фортепиано назвал «À la Turc» («В турецком духе»). В стиле «тюркри» (в данном случае точнее: в жанре) работали многие живописцы французского рококо: Ф. Буше, П.-С. Доманшен, Ж.-Э. Лиотар, Ж-Б. Пильман.
В середине XVIII столетия сначала во Франции, а затем и в России из Турции заимствовали тип мягкой мебели — диван (перс. divan‎ — собрание, соединение) с валиками и подушками. В 1774 году князь Г. А. Потёмкин привёз из Парижа в подарок императрице Екатерине II «турецкий диван» с подушками, на котором без труда могли уместиться двенадцать человек. В городских дворцах и помещичьих усадьбах начала XIX века устраивали «диванные комнаты» для приёма гостей.
В середине XIX века в русле историзма формировался эклектичный неостиль, названный «турецким». В этом стиле оформляли причудливые интерьеры гостиных и курительных комнат с «мавританскими» орнаментами, которые не отличали от персидских или турецких, резной мебелью, коврами. Ванные комнаты также непременно стилизовали под восточные серали с бассейнами и фонтанами. Стилю «тюркри», в том числе под воздействием «Турецких писем» леди Мэри Уортли-Монтегю (1763), сборника «Западно-Восточный диван» Гёте (1819) или «Персидских писем» Шарля Луи де Монтескьё (1721), отдали дань и живописцы французского академизма, испытавшие влияние романтических тенденций рубежа XVIII—XIX веков, например Ж.-О.-Д. Энгр в картинах «Большая одалиска» или «Турецкая баня» с оттенком чувственности и эротики. Темой «сераля» увлекался романтик Э. Делакруа. Франко-швейцарский художник Ж.-Э. Лиотар пять лет жил в Турции, заказывал там театральные и маскарадные костюмы для дрезденского, венского и парижского дворов.

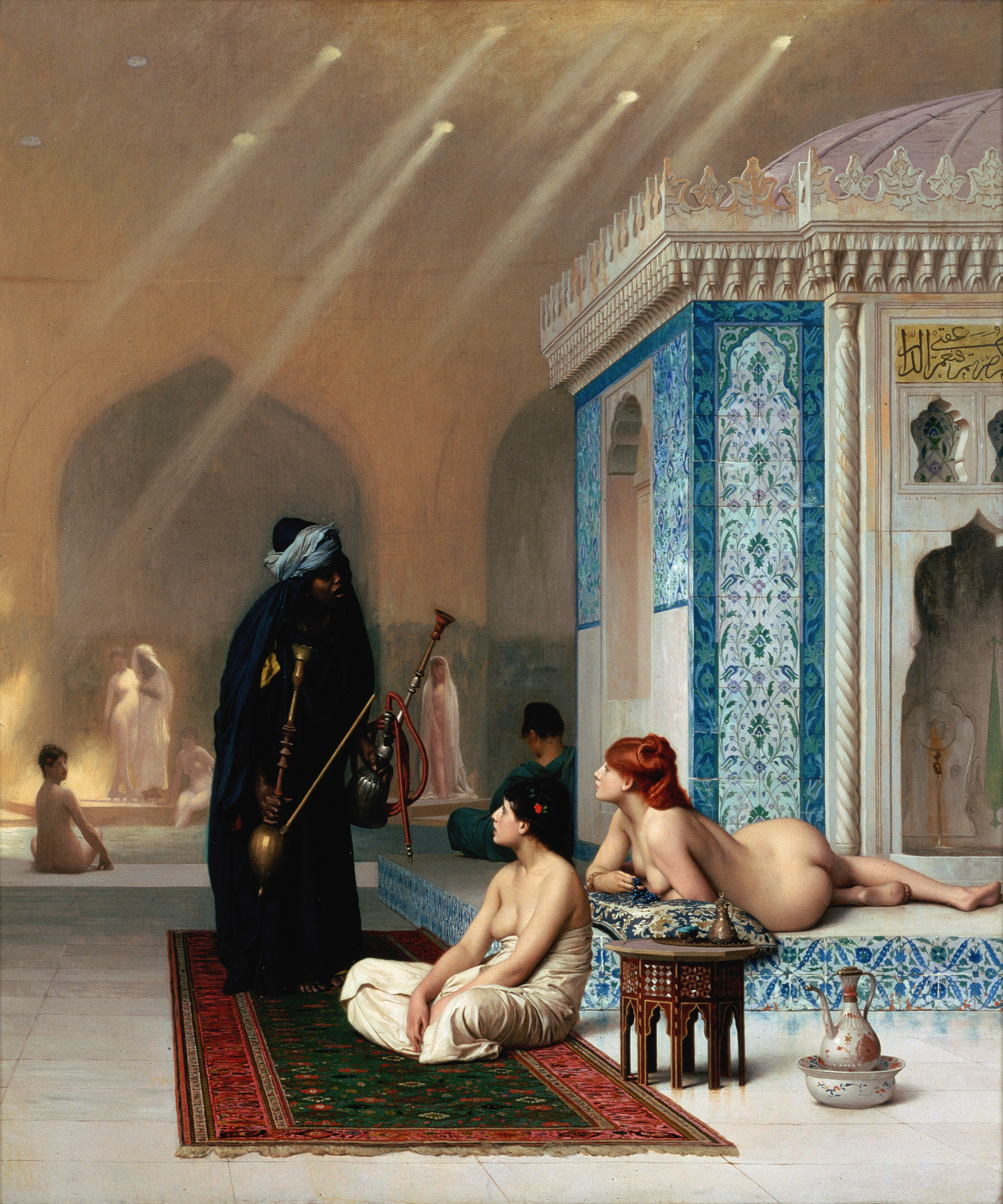
Ж.-Л. Жером. Бассейн в гареме. Ок. 1876 г. Холст, масло. Государственный Эрмитаж, Санкт-Петербург
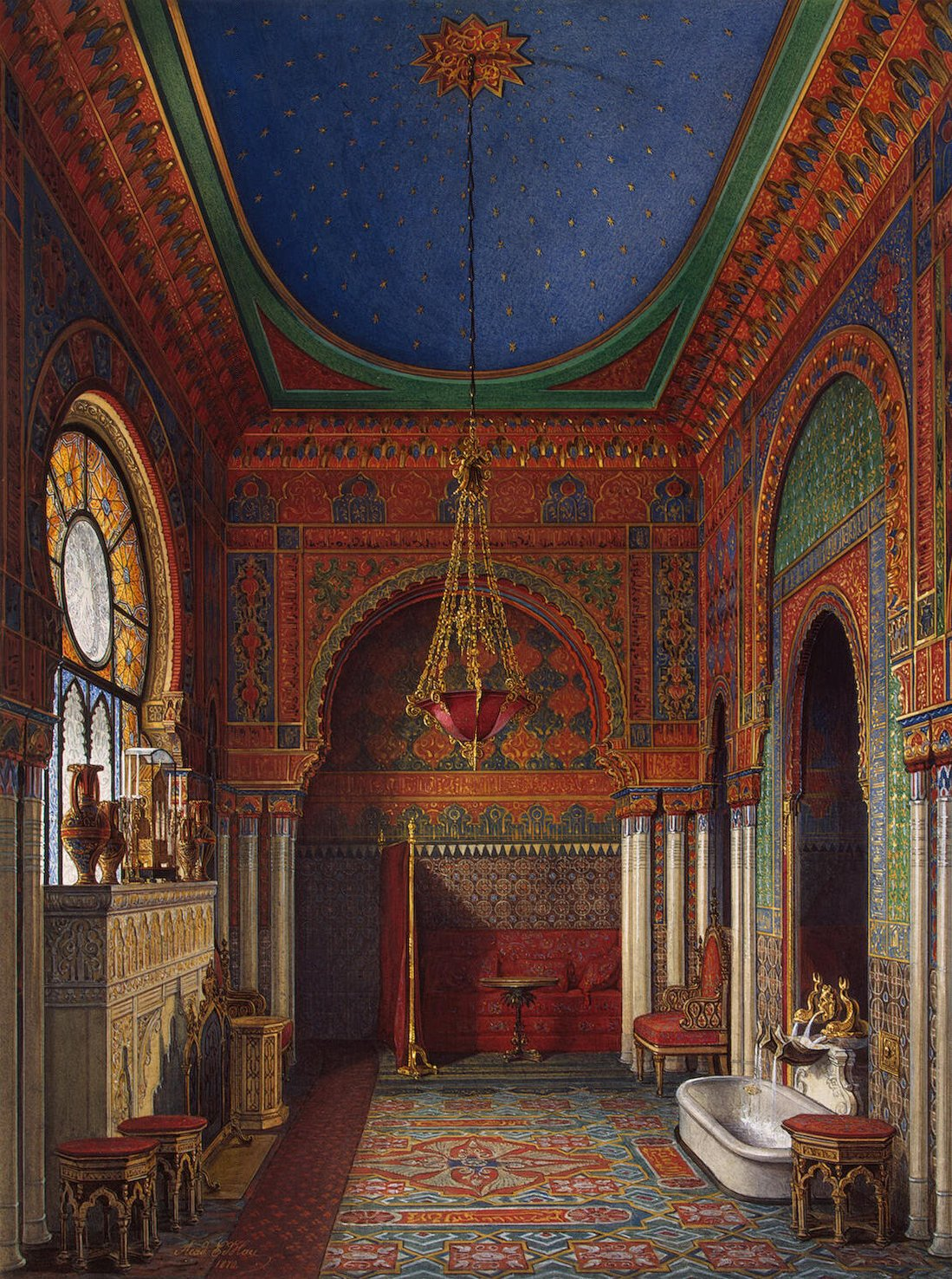
Э. П. Гау. Ванная императрицы Александры Фёдоровны в Зимнем дворце. 1870. Акварель. Государственный Эрмитаж, Санкт-Петербург. Архитектор А. П. Брюллов (1838—1839)
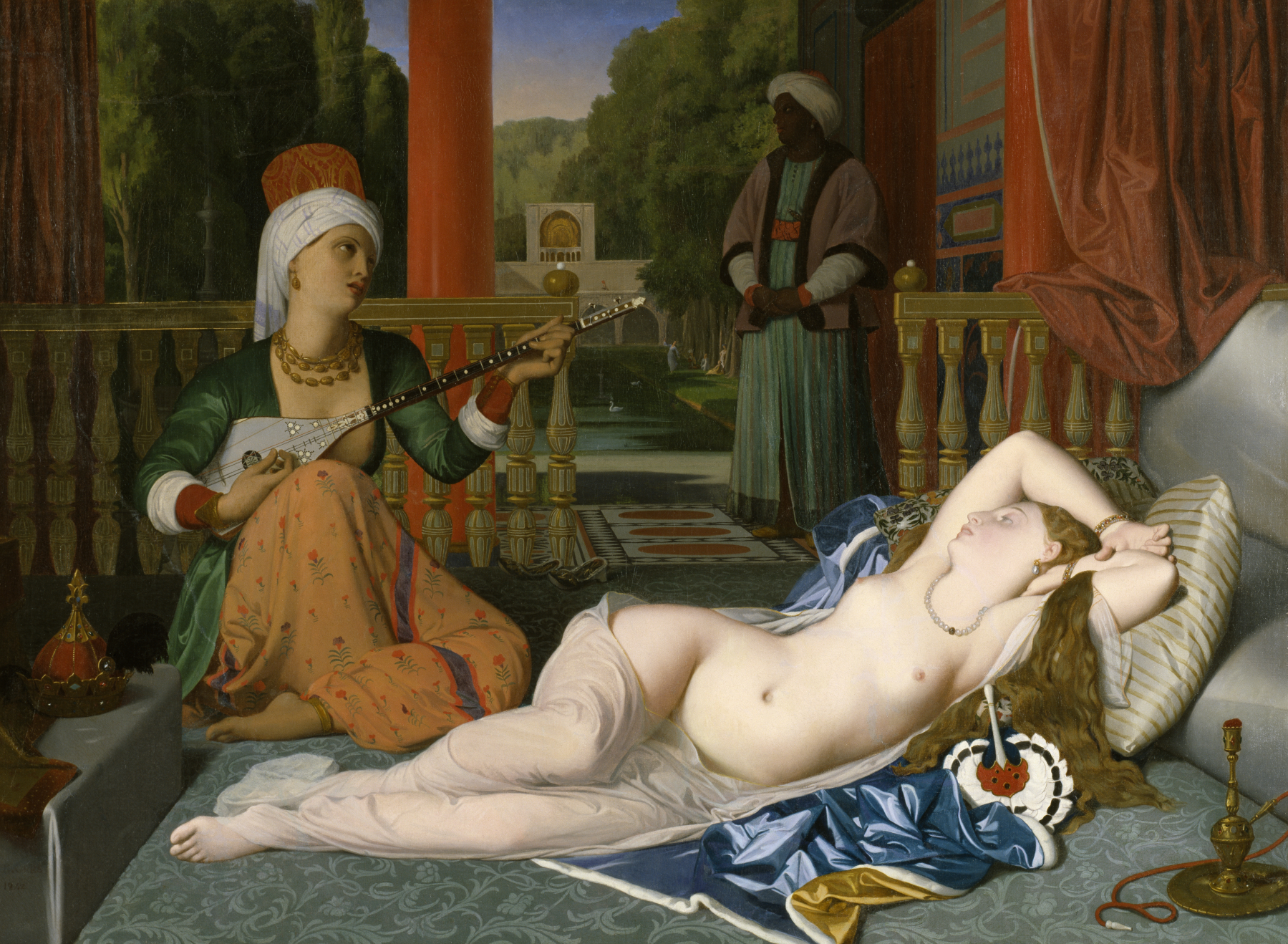
Ж.-О.-Д. Энгр, Ж.-П. Фландрен. Одалиска и рабыня. 1842. Холст, масло. Художественный музей Уолтерса, Балтимор. США
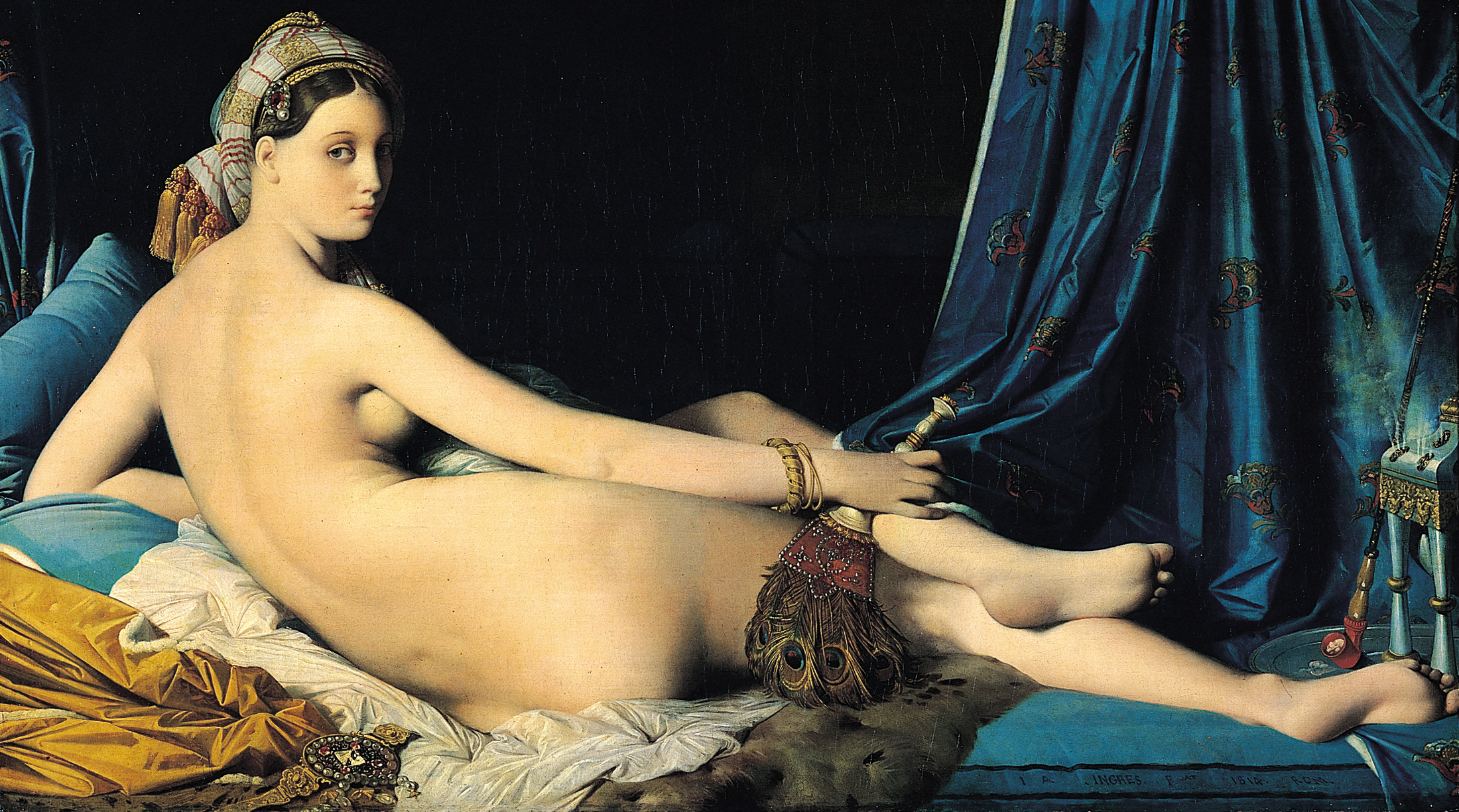
Ж.-О.-Д. Энгр. Большая одалиска. 1814. Холст, масло. Лувр, Париж
Ж.-О.-Д. Энгр. Турецкая баня. 1862. Холст, масло. Лувр, Париж

Стиль «тюркри» успешно сосуществовал с ампиром начала XIX века, с немецко-австрийским бидермайером, а затем и с вторым ампиром и неорококо.

### В Российской империи
В России интерес к восточной экзотике был связан с длительным периодом русско-турецких (1768—1774, 1771, 1787—1791, 1828—1829), а затем и кавказских войн (1831—1864). В парке Царского села близ Санкт-Петербурга императрица Екатерина II с Камероновой галереи рассматривала «турецкий берег» на противоположной стороне Большого пруда. На берегу пруда по проекту Ч. Камерона построили «турецкую палатку». Позднее, в начале XIX века, «турецкую беседку» проектировал К. И. Росси, но его проект был отклонён императором Николаем I.

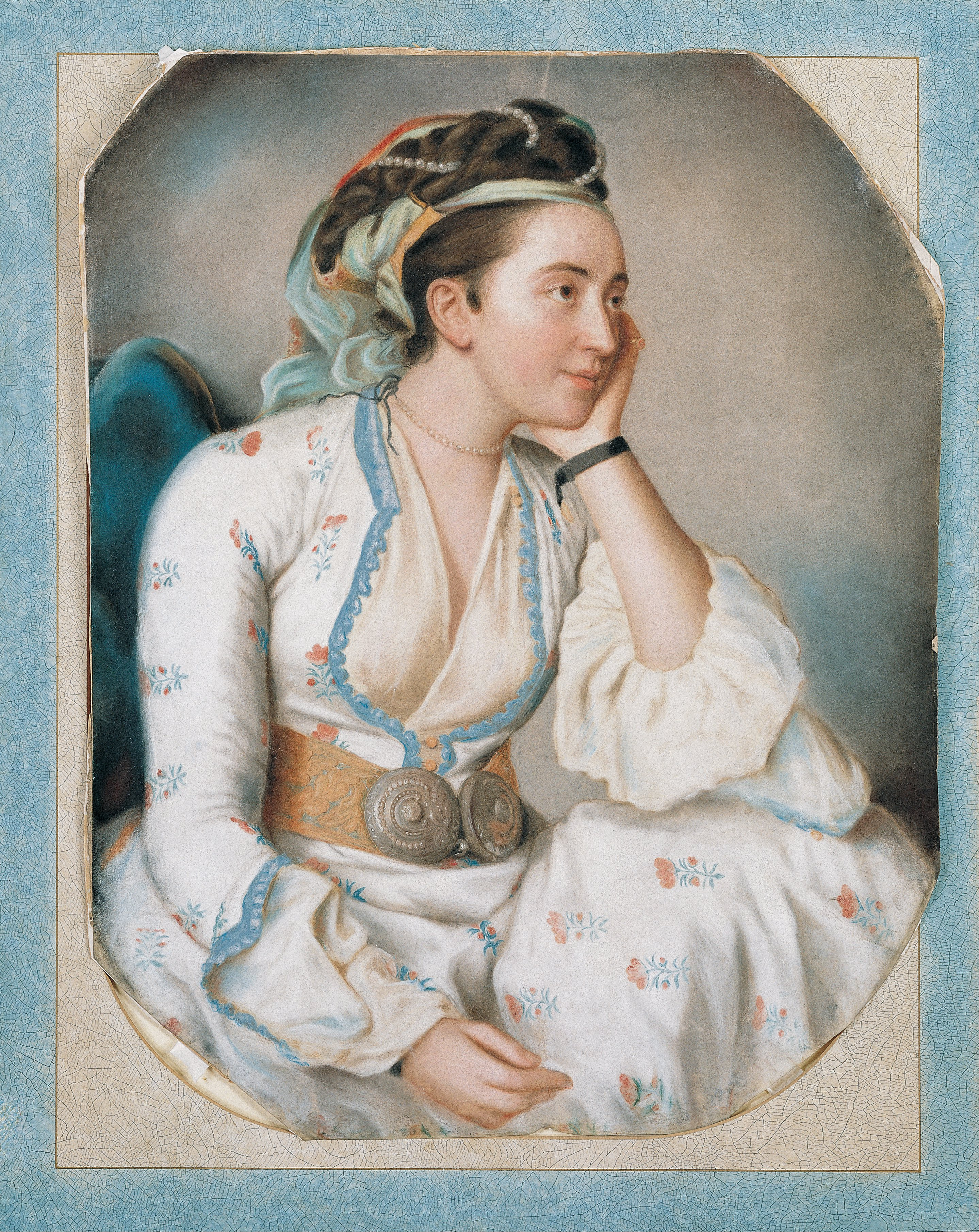
Ж.-Э. Лиотар. Женщина в турецком костюме. Пергамент, пастель. Музей Пера, Стамбул

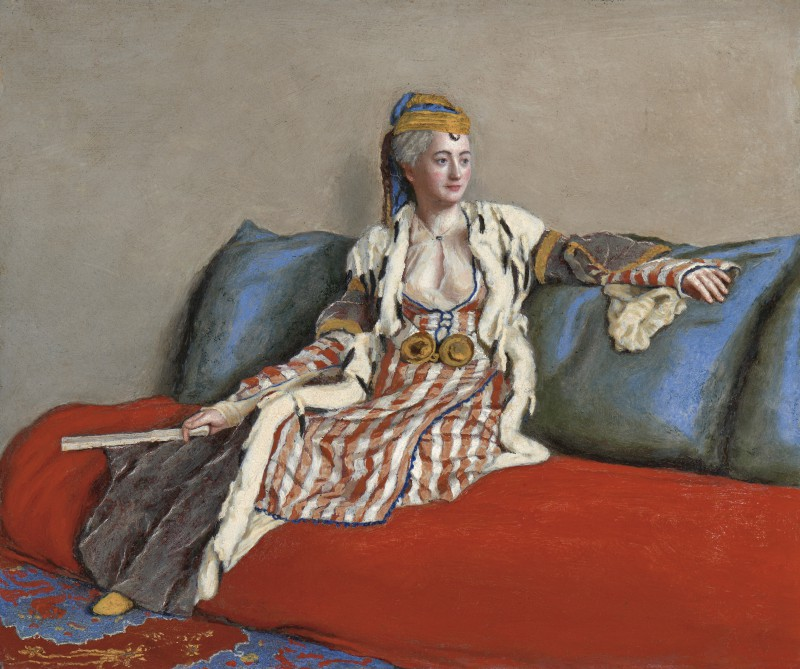
Ж.-Э. Лиотар. Леди Монтегю в турецкой одежде. Ок. 1756 г. Холст, масло. Лазенки, Варшава

В 1850—1853 годах архитектор И. А. Монигетти, вернувшийся из путешествия в Константинополь, построил на берегу Царскосельского пруда павильон «Турецкая баня» в виде мечети с минаретом и с использованием беломраморных деталей, вывезенных во время войны из турецкой бани в Румелии I. Над входом в павильон по всем правилом исламской архитектуры устроили михраб. Интерьер был украшен мавританской мозаикой и кружевной резьбой. Турецкую баню также именовали «готической», «китайской беседкой», а то и «мавританским павильоном». Такое смешение названий характерно для периода историзма, когда прототипы исторических стилизаций ещё не были достаточно дифференцированы (интерьер был разрушен, восстановлен в 2006—2009 годах).
В «турецком стиле» оформляли причудливые интерьеры гостиных и курительных комнат с «мавританскими» орнаментами, резной мебелью, восточными коврами и коллекциями восточного оружия на стенах, маленькими столиками инкрустированными арабскими узорами, пальмами в кадках. В комнатах стояли низкие кофейные столики, отделанные перламутром и слоновой костью. Такие складные столики с восьмигранной столешницей и многолопастными арочками на боковых стенках, типичными для арабского и испано-мавританского искусства, назывались то «мавританскими», то «турецкими». Хозяин принимал гостей, облачившись в восточный халат, с кальяном или длинным чубуком. Во второй половине XIX века в моду входит (оттоманка, кушетка), курильницы, элементы костюма (халат, тюрбан как женский головной убор и феска как мужской).

Фарфоровый завод Фрэнсиса (Франца) Гарднера в Вербилках в XIX веке выпускал кружки в виде голов «турка» и «турчанки», особенно популярные в период русско-турецких войн. Стиль «тюркри» проявился и в живописи русского авангарда начала XX века, в восточных стилизациях М. Ф. Ларионова, А. В. Лентулова, П. П. Кончаловского. Таким образом, можно заключить, что стилизации «тюркри» непосредственно соотносятся с триадой «историзм, стилизация, эклектика» и поэтому имеют межэтнический, трансморфологический и межстилевой характер.

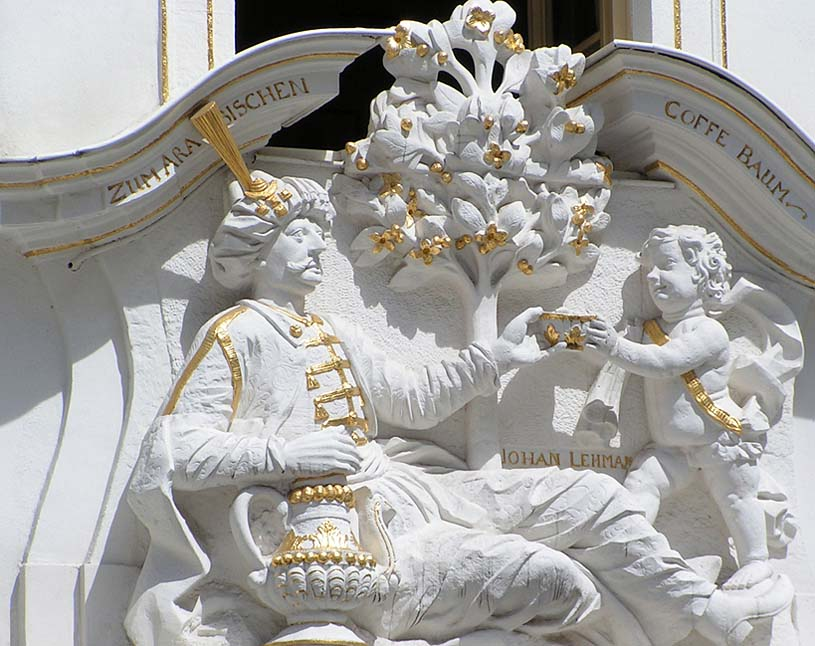
За дверью лейпцигского кофейного магазина скульптурное изображение мужчины в турецкой одежде, получающего чашку кофе от мальчика

## Кофе
Когда кофе впервые был импортирован в Европу, местные жители обратились к месту его происхождения, чтобы лучше понять новое явление. Османские учёные, которые веками изучали это растение и создавали актуальные новые тексты, стали основным источником ссылок для письменных работ Эдварда Покока и Антуана Галлана о кофе. Академические круги, подобные этому, были ключевым компонентом культуры кофеен. История кофе в Европе как продукта была неразрывно связана с этой культурой. Это был «институт и набор обычаев… перенесённых из одного региона в другой», в данном случае из Османской империи в Западную Европу. Появление кофе на европейской арене не было ни чем-то новым, ни обычным потребляемым товаром; это был прямой результат «османского посредничества». Посещающие элиты из европейских кругов высокого класса часто знакомились с напитком через османскую элиту и дипломатию, в комплекте с фарфором, вышитыми салфетками и особым этикетом. Кроме того, посещающие Османские военные или дипломатические чиновники аналогичным образом потребляли кофе в европейских городах. Придерживаясь строгих инструкций, последовательности и мер, хороший кофе должен был быть приготовлен с точностью, доведённой до совершенства османами, — набор навыков, который европейцы ещё не научились применять к своей версии горького напитка.

## Интерес к экзотике

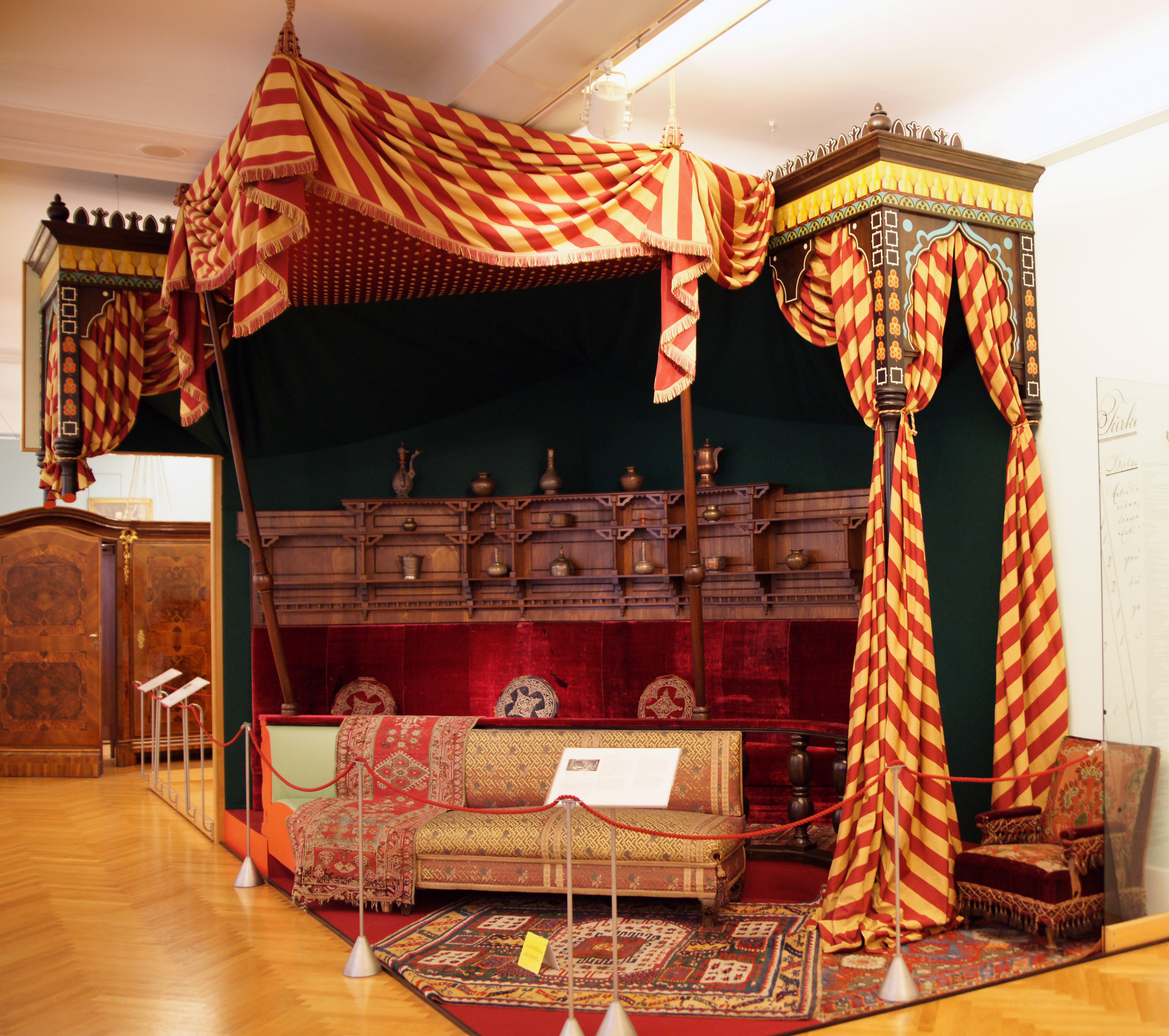
Рабочая комната кронпринца Австрии Рудольфа Оформлена в турецком стиле в 1881 году

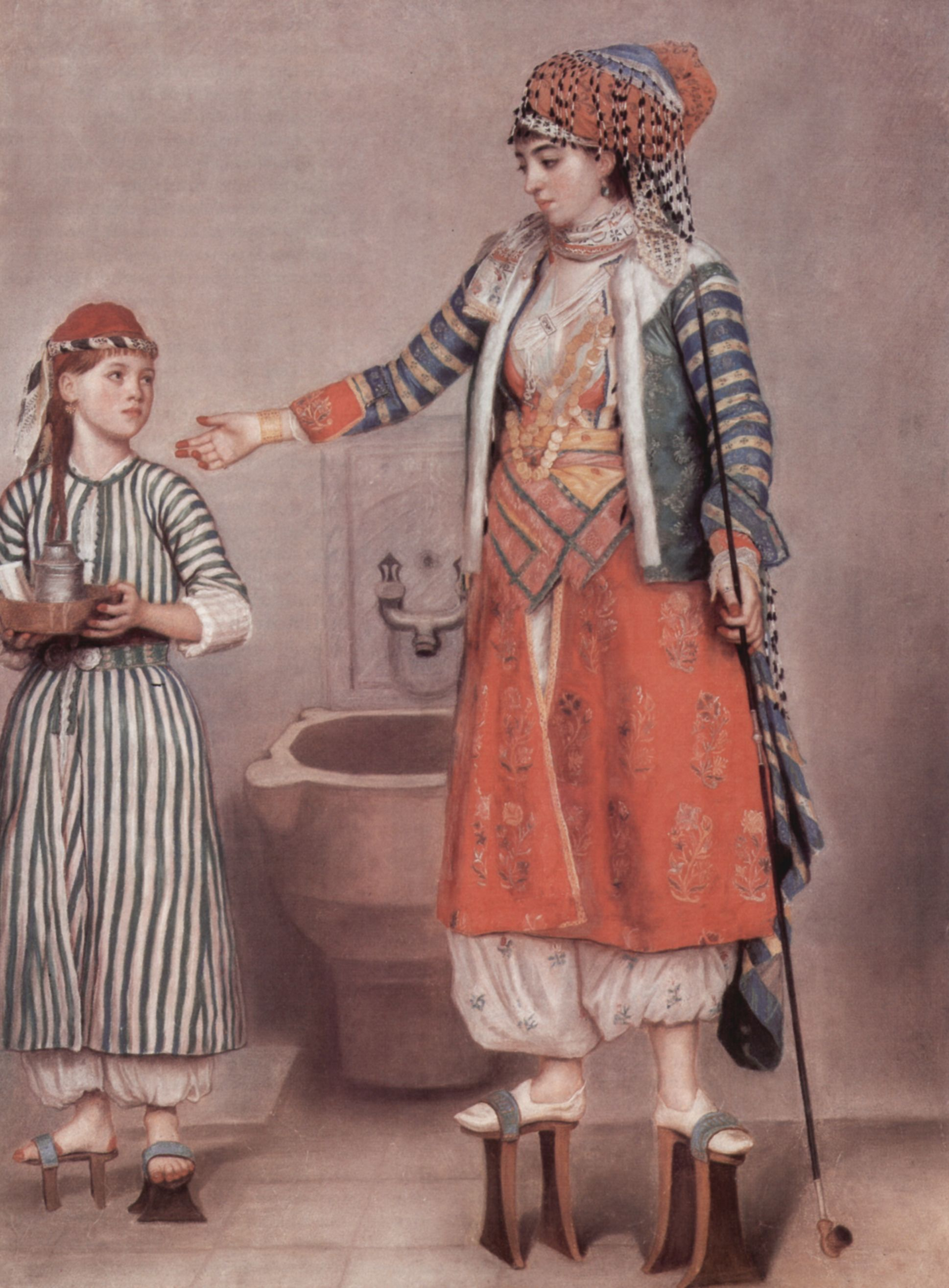
Две турецкие женщины XVIII века, пастель Жана-Этьена Лиотара, посетившего Турцию с британским послом в 1738 году. В отличие от мешковатых брюк, огромные паттены, надеваемые женщинами, не поразили бы европейцев столь же сильно, поскольку западные женщины носили аналогичные чопины

Европейцы успешно развивали свой интерес к экзотическим культурам, поскольку он был связан с построение империй и колонизацию других стран. Европейцы не считали османов соперниками, с которыми им приходилось бороться в военном, политическом или дипломатическом отношениях, а скорее воспринимали их в качестве представителей необычных культур, обладающих причудливой и странной модой, которую можно было использовать. Потребление этой экзотической моды показало бы элитарное место человека в обществе, а также проявило бы его непредубеждённость и интерес к миру. Эти «навязчивые идеи» турецкой эстетики были отчасти вызваны присутствием европейцев при османском дворе и возвращением их продукции в Европу. Этому процессу способствовали усиление торговых отношений между турками и европейцами; продолжение этих торговых систем помогло быстро распространить новую моду в Европе.

## Опера
В Европе XVIII века было модно курить турецкий табак в турецкой трубке, носить турецкий халат и при этом быть в сложном турецком костюме. Европейская опера находилась под сильным влиянием идеи тюркери. О Мехмеде Завоевателе (1432—1481), одном из самых выдающихся султанов Османской империи, написано немало опер. Его завоевание Константинополя в 1453 году легло в основу немецкой оперы «Махумет II», составленной Райнхардом Кайзером в 1693 году. В 1820 году Джоаккино Россини написал Maometto II, действие которой происходит во время осады Негропонте (1470) войсками Османской империи во главе с султаном Мехмедом II.
Более того, было много опер, основанных на продолжающихся конфликтах между Тимуром и Баязидом I, в том числе «Тамерлано» Георга Генделя. Эти истории о настойчивости и страсти понравились многим европейцам и поэтому приобрели популярность. Одним из важнейших оперных жанров Франции была Музыкальная трагедия, изображённая в Скандерберге, с музыкой Франсуа Ребеля и Франсуа Франкёра и либретто Антуана Удара де ла Мотта в 1735 году. Эта опера визуально была одной из самых сложных турецких опер с подробными живописными проектами мечетей и гаремов. В опере показаны многие экзотические персонажи.
Оперы с использованием тем тюркери были на обычных европейских языках, но пытались имитировать турецкую культуру и обычаи. Они предлагали мир фантазий, великолепия и приключений, недоступный для обычного человека. Зрители будут очарованы изображёнными турецкими и османскими учреждениями. Истории и подтекст, а также экстравагантные костюмы и продуманная постановка понравились людям. Европейцы жаждали реальности в изображении турок. Во время представлений женщины часто были в последней моде, где местный колорит предполагался иностранной одеждой или многочисленными украшениями. Мужчины, как правило, носили более аутентичную турецкую одежду, чем женщины, включая тюрбан, пояс, длинный кафтан и переплёт из богатого материала, поскольку аутентичная турецкая женская одежда часто была строгой и простой.

## Музыка

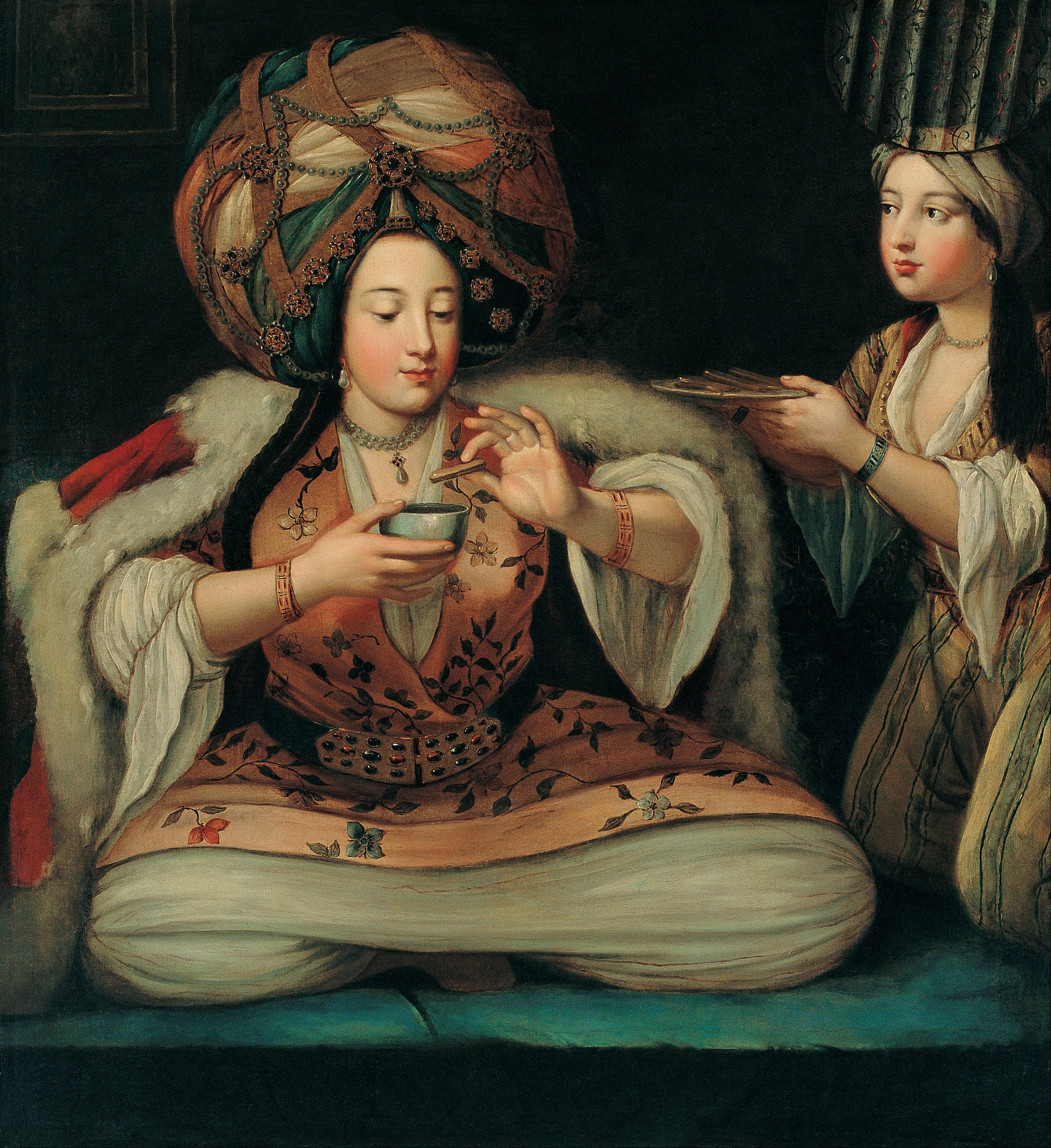
Так французский художник начала XVIII века представлял себе будни обитательниц гарема

Музыка в операх, в которой использовалось понятие тюркери, не подверглась серьёзному влиянию турецкой музыки. Композиторы XVIII века не интересовались музыкальной этнографией, чтобы перенять звуковой стиль той или иной страны или региона. Европейская публика ещё не была готова принять непривлекательный и то, что они считали примитивным музыкальным стилем турецкого народа. Традиционная турецкая музыка включала колеблющуюся высоту звука, микротон, арабески, различные системы звукоряда и незападные ритмические узоры. Европейцы считали этот тип музыки, как однажды сказал Вольфганг Амадей Моцарт, «оскорбительной для ушей». Короткие всплески музыки в операх были обычным явлением, но только для того, чтобы добавить комедийного эффекта.
В музыке ориентализм может применяться к стилям, относящимся к разным периодам, таким как alla Turca, используемым несколькими композиторами, включая Моцарта и Бетховена.